# 매슈 에더링턴
매슈 에더링턴(Matthew Etherington, 1981년 8월 14일 ~ )는 잉글랜드의 축구 선수이다. 현재 피터버러 유나이티드 FC의 18세 이하팀 감독을 맡고 있다.